# Amar Wattar
Amar Wattar (arab. عمار وتار; ur. 25 stycznia 1967) – syryjski zapaśnik walczący w stylu wolnym. Olimpijczyk z Seulu 1988, gdzie odpadł w eliminacjach w kategorii 68 kg. Szósty na igrzyskach śródziemnomorskich w 1987 roku.

## Turniej wSeulu 1988
| Konkurencja         | Walki                      | Walki                  | Walki                       | Walki                    | Walki                 | Klas. końcowa         |
| Konkurencja         | Przeciwnik I               | Przeciwnik II          | Przeciwnik III              | Przeciwnik IV            | Przeciwnik V          | Miejsce               |
| ------------------- | -------------------------- | ---------------------- | --------------------------- | ------------------------ | --------------------- | --------------------- |
| styl wolny do 68 kg | Edmundo Ichillumpa (PER) W | Gustavo Manzur (ESA) W | Muhammad al-Chudari (EGY) W | Amir Reza Chadem (IRN) L | Jukka Rauhala (IRN) L | odpadł w eliminacjach |